# Cicindela nigrior
Cicindela (Cicindela) nigrior – gatunek chrząszcza z rodziny biegaczowatych i podrodziny trzyszczowatych.
Takson ten opisany został w 1884 roku przez Franza G. Schauppa jako odmiana gatunku C. scutellaris. Jego syntyp uległ prawdopodobnie zniszczeniu w trakcie trzęsienia ziemi w San Francisco w 1906 roku.
Wierzch ciała matowy, jednolicie czarny, ciemnoniebieski lub ciemnozielony, bez białych plamek. Warga górna o ząbkach bocznych większych niż środkowy, u samic cała czarna, a u samców czarna z dwoma białymi kropkami. Na nadustku brak położonych szczecinek. Na czole obecne wzniesione szczecinki, poza nadocznymi. Policzki nagie. Głaszczki wargowe z przedostatnim członem o dwukrotnie większej średnicy niż ostatni na wierzchołku. Poza punktami szczecinkowymi pokrywy gładkie. Odnóża przedniej pary o krętarzach pozbawionych wyposażonych w szczeciny przedwierzchołkowe. Od podobnego i zamieszkującego te same stanowiska C. s. unicolor, różni się także budową męskich narządów rozrodczych.
Dorosłe spotykane wyłącznie jesienią. Zasiedlają piaszczyste otwarte lasy i zakrzewienia.
Trzyszcz ten jest endemitem wschodnich Stanów Zjednoczonych. Występuje u wschodnich i południowych podnóży Appalachów. Podawany z Alabamy, Florydy, Georgii, Karoliny Północnej, Karoliny Południowej i Missisipi. Na Florydzie notowany z hrabstw: Okaloosa i Walton, gdzie zasiedla teren bazy lotniczej Eglin. W Georgii znany z okolic miasteczka Kite.